# Анемари Мозер Прел
Анемари Мозер-Прел (рођена као) је бивша аустријска алпска скијашица. Најуспешнија је скијашица у историји Светског купа са освојених шест великих кристалних глобуса. Дуги низ година била је рекордер по броју укупних победа у светском купу (62) док је сада на другом месту иза Линдзи Вон (82). Поред тога вишеструка је светска шампионка, а има и златну медаљу са олимпијских игара.

## Биографија

### Детињство
Анемари Прел је рођена као шесто од осморо деце Марије и Јозефа Прела. Детињство је провела на породичној фарми која се налазила на планини изнад места Клајнарл. Почела је да скија када је имала четири године а са дванаест година победила је на окружном такмичењу и уврштена је у аустријску репрезентацију.

### Почетак каријере
У Светском купу је дебитовала са само четрнаест година, у јануару 1968. у Бад Гаcтајну, и трку је завршила на 79. месту. Наредне године 25. јануара у Сен Жерве ле Бену освојила је друго место у спусту, иза Францускиње Изабел Мир. Овај резултат потврдила је месец дана касније у слалому у Скво Велију освојивши четврто место. Прву победу у Светском купу остварила је у велеслалому 17. јануара 1970. у Марибору. Као најмлађа такмичарка у аустријском тиму на Светском првенству 1970. у Вал Гардени такмичила се у све четири дисциплине које су биле на програму и освојила је бронзану медаљу у спусту.

### Доминација
Доминација Анемари Прел почиње у сезони 1970/71. када остварује седам победа и осваја велики кристални глобус, као најбоља у укупном поретку Светског купа. Наредне сезоне популарна „Ла Прол“ наставља победнички низ. На Олимпијске игре 1972. у Сапоро је дошла као велики фаворит, међутим на овом такмичењу морала је да се задовољи са две сребрне медаље у спусту и велеслалому, пошто је у обе дисциплине боља од ње била Мари-Терез Надиг из Швајцарске. Задовољство је могла да пронађе у златној медаљи коју је добила у комбинацији а која се рачунала за светско првенство. Током наредне сезоне осваја, као и претходне две, велики кристални глобус. Овог пута је била далеко боља од својих противница, с обзиром да је победила у једанаест трка, уз победе на свих осам такмичења у спусту. Током сезоне 1973/74. забележила је само четири победе али је и то било довољно да без проблема дође и по четврти пут узастопно до великог кристалног глобуса. На Светском првенству 1974. у Санкт Морицу освојила је златну медаљу у спусту. Током те сезоне венчала се са Хербертом Мозером, и себи додала презиме Мозер. Наредне сезоне забележила је десет победа и по пети пут узастопно освојила титулу победнице у укупном поретку Светског купа.
Због породичних разлога (тешка болест њеног оца) Анемари Мозер-Прел пропушта сезону 1975/76. а самим тим и Олимпијске игре у Инзбруку у Аустрији.
У децембру 1976. враћа се такмичењима у Светском купу и сезону 1976/77. завршава са четири победе на другом месту у укупном поретку, иза Лиз-Мари Мореро. На Светском првенству 1978. у Гармиш-Партенкирхену освојила је златне медаље у спусту и комбинацији и бронзу у велеслалому.
Последњи велики кристални глобус освојила је у сезони 1978/79. када је била боља од другопласиране Хани Венцел за само три бода.
На Зимским олимпијским играма 1980. у Лејк Плесиду освојила је једину медаљу која јој је недостајала, злато у спусту. На крају ове сезоне престала је да се такмичи.

### Приватни живот
Анемари Мозер-Прел се по окончању каријере посветила угоститељству. У родном Клајнарлу има кафану. Године 1982. родила је ћерку Марион. У слободно време иде у лов. Проглашена је 1999. за најбољег аустријског спортисту XX века. Остала је удовица 8. јануара 2008. када је умро њен супруг Херберт.

## Освојени кристални глобуси
| Сезона | Дисциплина  |
| ------ | ----------- |
| 1971.  | Укупно      |
| 1971.  | Спуст       |
| 1971.  | Велеслалом  |
| 1972.  | Укупно      |
| 1972.  | Спуст       |
| 1972.  | Велеслалом  |
| 1973.  | Укупно      |
| 1973.  | Спуст       |
| 1974.  | Укупно      |
| 1974.  | Спуст       |
| 1975.  | Укупно      |
| 1975.  | Спуст       |
| 1975.  | Велеслалом  |
| 1975.  | Комбинација |
| 1978.  | Спуст       |
| 1979.  | Укупно      |
| 1979.  | Спуст       |
| 1979.  | Комбинација |

## Победе у Светском купу
| Сезона | Узраст | Свеукупно          | Слалом             | Гигантски слалом   | Супер Г                           | Низбрдо            | Комбиновано                         |
| ------ | ------ | ------------------ | ------------------ | ------------------ | --------------------------------- | ------------------ | ----------------------------------- |
| 1969   | 15     | 16                 | 15                 | —                  | Први женски одржан у јануару 1983 | 5                  | Званично награђено само 1976 & 1980 |
| 1970   | 16     | 6                  | 14                 | 3                  | Први женски одржан у јануару 1983 | 8                  | Званично награђено само 1976 & 1980 |
| 1971   | 17     | 1                  | 3                  | 1                  | Први женски одржан у јануару 1983 | 1                  | Званично награђено само 1976 & 1980 |
| 1972   | 18     | 1                  | 9                  | 1                  | Први женски одржан у јануару 1983 | 1                  | Званично награђено само 1976 & 1980 |
| 1973   | 19     | 1                  | 18                 | 2                  | Први женски одржан у јануару 1983 | 1                  | Званично награђено само 1976 & 1980 |
| 1974   | 20     | 1                  | 5                  | 7                  | Први женски одржан у јануару 1983 | 1                  | Званично награђено само 1976 & 1980 |
| 1975   | 21     | 1                  | 4                  | 1                  | Први женски одржан у јануару 1983 | 1                  | Званично награђено само 1976 & 1980 |
| 1976   | 22     | породично одсуство | породично одсуство | породично одсуство | породично одсуство                | породично одсуство | породично одсуство                  |
| 1977   | 23     | 2                  | 11                 | 3                  |                                   | 2                  |                                     |
| 1978   | 24     | 2                  | 8                  | 5                  | 1                                 |                    |                                     |
| 1979   | 25     | 1                  | 2                  | 12                 | 1                                 |                    |                                     |
| 1980   | 26     | 2                  | 3                  | 7                  | 2                                 | 2                  |                                     |

62 (36 у спусту, 16 у велеслалому, 3 у слалому и 7 у комбинацији)
| Датум              | Место               | Трка        |
| ------------------ | ------------------- | ----------- |
| 17. јануар 1970.   | Марибор             | Велеслалом  |
| 6. јануар 1971.    | Марибор             | Слалом      |
| 29. јануар 1971.   | Сент Жерве          | Слалом      |
| 18. фебруар 1971.  | Шугарлоуф           | Спуст       |
| 19. фебруар 1971.  | Шугарлоуф           | Спуст       |
| 10. март 1971.     | Абетоне             | Велеслалом  |
| 11. март 1971.     | Абетоне             | Велеслалом  |
| 14. март 1971.     | Оре                 | Велеслалом  |
| 3. децембар 1971.  | Санкт Мориц         | Спуст       |
| 17. децембар 1971. | Бардонекија         | Спуст       |
| 12. јануар 1972.   | Бад Гаштајн         | Спуст       |
| 18. јануар 1972.   | Гринделвалд         | Спуст       |
| 22. јануар 1972.   | Сент Жерве          | Велеслалом  |
| 19. фебруар 1972.  | Банф                | Велеслалом  |
| 25. фебруар 1972.  | Кристал Маунтин     | Спуст       |
| 1. март 1972.      | Хевенли Вели        | Велеслалом  |
| 7. децембар 1972.  | Вал д'Изер          | Велеслалом  |
| 19. децембар 1972. | Залбах-Хинтерглем   | Спуст       |
| 20. децембар 1972. | Залбах-Хинтерглем   | Велеслалом  |
| 9. јануар 1973.    | Фронтен             | Спуст       |
| 10. јануар 1973.   | Фронтен             | Спуст       |
| 16. јануар 1973.   | Гринделвалд         | Спуст       |
| 20. јануар 1973.   | Сент Жерве          | Велеслалом  |
| 25. јануар 1973.   | Шамони              | Спуст       |
| 2. фебруар 1973.   | Шрунс               | Спуст       |
| 10. фебруар 1973.  | Санкт Мориц         | Спуст       |
| 2. март 1973.      | Мон Сент Ан         | Велеслалом  |
| 3. децембар 1973.  | Вал д'Изер          | Спуст       |
| 19. децембар 1973. | Цел ам Зе           | Спуст       |
| 5. јануар 1974.    | Фронтен             | Спуст       |
| 23. јануар 1974.   | Бадгаштајн          | Спуст       |
| 7. децембар 1974.  | Вал д'Изер          | Спуст       |
| 12. децембар 1974. | Кортина д'Ампецо    | Спуст       |
| 15. децембар 1974. | Марибор             | Велеслалом  |
| 9. јануар 1975.    | Гринделвалд         | Спуст       |
| 10. јануар 1975.   | Гринделвалд         | Велеслалом  |
| 10. фебруар 1975.  | Гринделвалд         | Комбинација |
| 11. јануар 1975.   | Гринделвалд         | Велеслалом  |
| 16. јануар 1975.   | Шрунс               | Комбинација |
| 31. јануар 1975.   | Сент Жерве          | Комбинација |
| 22. фебруар 1975.  | Наеба               | Велеслалом  |
| 15. децембар 1976. | Кортина д'Ампецо    | Спуст       |
| 16. децембар 1976. | Кортина д'Ампецо    | Комбинација |
| 7. јануар 1977.    | Фронтен             | Спуст       |
| 9. јануар 1977.    | Гармиш-Партенкирхен | Спуст       |
| 6. јануар 1978.    | Фронтен             | Спуст       |
| 7. јануар 1978.    | Фронтен             | Спуст       |
| 13. јануар 1978.   | Ле Диаблерет        | Спуст       |
| 11. март 1978.     | Бадгаштајн          | Спуст       |
| 12. март 1978.     | Бад Клајнкирхајм    | Спуст       |
| 17. март 1978.     | Ароза               | Велеслалом  |
| 9. децембар 1978.  | Пјанкавало          | Спуст       |
| 17. децембар 1978. | Вал д'Изер          | Спуст       |
| 12. јануар 1979.   | Ле Диаблерет        | Спуст       |
| 17. јануар 1979.   | Мајринген           | Спуст       |
| 19. јануар 1979.   | Мајринген           | Комбинација |
| 26. јануар 1979.   | Шрунс               | Спуст       |
| 4. фебруар 1979.   | Фронтен             | Комбинација |
| 2. март 1979.      | Лејк Плесид         | Спуст       |
| 14. децембар 1979. | Пјанкавало          | Комбинација |
| 15. децембар 1979. | Пјанкавало          | Слалом      |
| 6. јануар 1980.    | Фронтен             | Спуст       |